# Panamerikameisterschaft 1997 (Badminton)
Die Panamerikameisterschaften 1997 im Badminton fanden vom 15. bis zum 21. September 1997 im Winnipeg Canoe Club in Winnipeg statt.

## Medaillengewinner
| Disziplin    | Gold | Silber | Bronze |
| ------------ | --- | --- | --- |
| Herreneinzel | Kevin Han | Mike Beres | Mario Carulla |
| Herreneinzel | Kevin Han | Mike Beres | Kenneth Erichsen |
| Dameneinzel  | Denyse Julien | Lorena Blanco | Kara Solmundson |
| Dameneinzel  | Denyse Julien | Lorena Blanco | Charmaine Reid |
| Herrendoppel | Howard Bach Kevin Han | Mike Edstrom Chris Hales | Mike Beres Bryan Moody                                                                                              |
| Herrendoppel | Howard Bach Kevin Han | Mike Edstrom Chris Hales | Brent Olynyk Marlon Samuel                                                                                          |
| Damendoppel  | Milaine Cloutier Robbyn Hermitage | Cindy Arthur Jennifer Wong | Sandra Jimeno Doriana Rivera                                                                                        |
| Damendoppel  | Milaine Cloutier Robbyn Hermitage | Cindy Arthur Jennifer Wong | Terry Leyow Nigella Saunders                                                                                        |
| Mixed        | Iain Sydie Denyse Julien | Mike Beres Kara Solmundson | Brent Olynyk Robbyn Hermitage                                                                                       |
| Mixed        | Iain Sydie Denyse Julien | Mike Beres Kara Solmundson | Bobby Milroy Jennifer Wong                                                                                          |
| Teams        | Kanada Stuart Arthur Mike Beres Bobby Milroy Bryan Moody Brent Olynyk Marlon Samuel Iain Sydie Cindy Arthur Milaine Cloutier Caroline Gibbings Robbyn Hermitage Denyse Julien Charmaine Reid Kara Solmundson Jennifer Wong | Vereinigte Staaten Howard Bach Mike Edstrom Chris Hales Kevin Han Andrea Edstrom Shannon Hsu Eileen Tang Yeping Tang Stephanie Wo | Peru Mario Carulla Oscar Corpancho José Antonio Iturriaga Ximena Bellido Lorena Blanco Sandra Jimeno Doriana Rivera |

## Einzelresultate

### Herreneinzel
|  | Halbfinale | Halbfinale       | Halbfinale | Halbfinale | Halbfinale |  |  | Finale | Finale     | Finale | Finale | Finale |
|  |            |                  |            |            |            |  |  |        |            |        |        |        |
|  |            |                  |            |            |            |  |  |        |            |        |        |        |
|  |            | Kevin Han        | 15         | 15         |            |  |  |        |            |        |        |        |
|  |            | Mario Carulla    | 4          | 4          |            |  |  |        |            |        |        |        |
|  |            |                  |            |            |            |  |  |        | Kevin Han  | 11     | 15     | 15     |
|  |            |                  |            |            |            |  |  |        | Mike Beres | 15     | 4      | 6      |
|  |            | Kenneth Erichsen | 9          | 6          |            |  |  |        |            |        |        |        |
|  |            | Mike Beres       | 15         | 15         |            |  |  |        |            |        |        |        |
|  |            |                  |            |            |            |  |  |        |            |        |        |        |

### Dameneinzel
|  | Halbfinale | Halbfinale      | Halbfinale | Halbfinale | Halbfinale |  |  | Finale | Finale        | Finale | Finale | Finale |
|  |            |                 |            |            |            |  |  |        |               |        |        |        |
|  |            |                 |            |            |            |  |  |        |               |        |        |        |
|  |            | Denyse Julien   | 11         | 11         |            |  |  |        |               |        |        |        |
|  |            | Kara Solmundson | 9          | 4          |            |  |  |        |               |        |        |        |
|  |            |                 |            |            |            |  |  |        | Denyse Julien | 11     | 11     |        |
|  |            |                 |            |            |            |  |  |        | Lorena Blanco | 1      | 0      |        |
|  |            | Lorena Blanco   | 11         | 5          | 12         |  |  |        |               |        |        |        |
|  |            | Charmaine Reid  | 7          | 11         | 10         |  |  |        |               |        |        |        |
|  |            |                 |            |            |            |  |  |        |               |        |        |        |

### Herrendoppel
|  | Halbfinale | Halbfinale                 | Halbfinale | Halbfinale | Halbfinale |  |  | Finale | Finale                   | Finale | Finale | Finale |
|  |            |                            |            |            |            |  |  |        |                          |        |        |        |
|  |            |                            |            |            |            |  |  |        |                          |        |        |        |
|  |            | Mike Beres Bryan Moody     | 12         | 4          |            |  |  |        |                          |        |        |        |
|  |            | Mike Edstrom Chris Hales   | 15         | 15         |            |  |  |        |                          |        |        |        |
|  |            |                            |            |            |            |  |  |        | Mike Edstrom Chris Hales | 10     | 7      |        |
|  |            |                            |            |            |            |  |  |        | Howard Bach Kevin Han    | 15     | 15     |        |
|  |            | Howard Bach Kevin Han      | 15         | 15         |            |  |  |        |                          |        |        |        |
|  |            | Brent Olynyk Marlon Samuel | 6          | 2          |            |  |  |        |                          |        |        |        |
|  |            |                            |            |            |            |  |  |        |                          |        |        |        |

### Damendoppel
|  | Halbfinale | Halbfinale                        | Halbfinale | Halbfinale | Halbfinale |  |  | Finale | Finale                            | Finale | Finale | Finale |
|  |            |                                   |            |            |            |  |  |        |                                   |        |        |        |
|  |            |                                   |            |            |            |  |  |        |                                   |        |        |        |
|  |            | Milaine Cloutier Robbyn Hermitage | 15         | 15         |            |  |  |        |                                   |        |        |        |
|  |            | Sandra Jimeno Doriana Rivera      | 1          | 5          |            |  |  |        |                                   |        |        |        |
|  |            |                                   |            |            |            |  |  |        | Milaine Cloutier Robbyn Hermitage | 15     | 15     |        |
|  |            |                                   |            |            |            |  |  |        | Cindy Arthur Jennifer Wong        | 10     | 10     |        |
|  |            | Nigella Saunders Terry Walker     | 1          | 5          |            |  |  |        |                                   |        |        |        |
|  |            | Cindy Arthur Jennifer Wong        | 15         | 15         |            |  |  |        |                                   |        |        |        |
|  |            |                                   |            |            |            |  |  |        |                                   |        |        |        |

### Mixed
|  | Halbfinale | Halbfinale                    | Halbfinale | Halbfinale | Halbfinale |  |  | Finale | Finale                     | Finale | Finale | Finale |
|  |            |                               |            |            |            |  |  |        |                            |        |        |        |
|  |            |                               |            |            |            |  |  |        |                            |        |        |        |
|  |            | Iain Sydie Denyse Julien      | 15         | 15         |            |  |  |        |                            |        |        |        |
|  |            | Brent Olynyk Robbyn Hermitage | 6          | 7          |            |  |  |        |                            |        |        |        |
|  |            |                               |            |            |            |  |  |        | Iain Sydie Denyse Julien   | 17     | 15     |        |
|  |            |                               |            |            |            |  |  |        | Mike Beres Kara Solmundson | 14     | 8      |        |
|  |            | Bobby Milroy Jennifer Wong    | 4          | 9          |            |  |  |        |                            |        |        |        |
|  |            | Mike Beres Kara Solmundson    | 15         | 15         |            |  |  |        |                            |        |        |        |
|  |            |                               |            |            |            |  |  |        |                            |        |        |        |

## Teams

### Gruppenphase

#### Gruppe A
| Team                | Pld | W | L | MF | MA | MD  | Pts |
| ------------------- | --- | - | - | -- | -- | --- | --- |
| Kanada              | 4   | 4 | 0 | 20 | 0  | +20 | 4   |
| Mexiko              | 4   | 3 | 1 | 13 | 7  | +6  | 3   |
| Jamaika             | 4   | 2 | 2 | 12 | 8  | +4  | 2   |
| Trinidad und Tobago | 4   | 1 | 3 | 4  | 16 | −12 | 1   |
| Argentinien         | 4   | 0 | 4 | 1  | 19 | −18 | 0   |

| Kanada              | 5–0 | Mexiko              |
|                     |     |                     |
| Kanada              | 5–0 | Jamaika             |
|                     |     |                     |
| Kanada              | 5–0 | Trinidad und Tobago |
|                     |     |                     |
| Kanada              | 5–0 | Argentinien         |
|                     |     |                     |
| Mexiko              | 3–2 | Jamaika             |
|                     |     |                     |
| Mexiko              | 5–0 | Trinidad und Tobago |
|                     |     |                     |
| Mexiko              | 5–0 | Argentinien         |
|                     |     |                     |
| Jamaika             | 5–0 | Trinidad und Tobago |
|                     |     |                     |
| Jamaika             | 5–0 | Argentinien         |
|                     |     |                     |
| Trinidad und Tobago | 4–1 | Argentinien         |
|                     |     |                     |

#### Gruppe B
| Team               | Pld | W | L | MF | MA | MD  | Pts |
| ------------------ | --- | - | - | -- | -- | --- | --- |
| Vereinigte Staaten | 3   | 3 | 0 | 13 | 2  | +11 | 3   |
| Peru               | 3   | 2 | 1 | 12 | 3  | +9  | 2   |
| Brasilien          | 3   | 1 | 2 | 3  | 12 | −9  | 1   |
| Barbados           | 3   | 0 | 3 | 2  | 13 | −11 | 0   |

| Vereinigte Staaten | 3–2 | Peru      |
|                    |     |           |
| Vereinigte Staaten | 5–0 | Brasilien |
|                    |     |           |
| Vereinigte Staaten | 5–0 | Barbados  |
|                    |     |           |
| Peru               | 5–0 | Brasilien |
|                    |     |           |
| Peru               | 5–0 | Barbados  |
|                    |     |           |
| Brasilien          | 3–2 | Barbados  |
|                    |     |           |

### Endrunde
|  | Halbfinale | Halbfinale         | Halbfinale |  |        | Finale             | Finale           | Finale           |
|  |            |                    |            |  |        |                    |                  |                  |
|  |            |                    |            |  |        |                    |                  |                  |
|  |            | Kanada             | 5          |  |        |                    |                  |                  |
|  |            | Peru               | 0          |  |        |                    |                  |                  |
|  |            |                    |            |  | Kanada | 4                  |                  |                  |
|  |            |                    |            |  |        | Vereinigte Staaten | 1                |                  |
|  |            | Mexiko             | 1          |  |        |                    |                  |                  |
|  |            | Vereinigte Staaten | 4          |  |        | Spiel um Platz 3   | Spiel um Platz 3 | Spiel um Platz 3 |
|  |            |                    |            |  |        |                    | Peru             | 3                |
|  |            | Mexiko             | 2          |  |        |                    |                  |                  |
|  |            |                    |            |  |        |                    |                  |                  |

## Medaillenspiegel
| Rang   | Land               | Gold | Silber | Bronze | Gesamt |
| ------ | ------------------ | ---- | ------ | ------ | ------ |
| 1      | Kanada             | 3    | 3      | 6      | 12     |
| 2      | Vereinigte Staaten | 2    | 1      | 0      | 3      |
| 3      | Peru               | 0    | 1      | 2      | 3      |
| 4      | Guatemala          | 0    | 0      | 1      | 1      |
| 4      | Jamaika            | 0    | 0      | 1      | 1      |
| Gesamt | Gesamt             | 5    | 5      | 10     | 20     |